# Heiligenblut am Großglockner
Heiligenblut am Großglockner osztrák község Karintia Spittal an der Drau-i járásában. 2016 januárjában 1022 lakosa volt. 
A község területéhez tartozik Ausztria legmagasabb csúcsának, a Großglocknernek a keleti lejtője (maga a csúcs a karintiai-tiroli határvonalon található), rajta a Pasterze-gleccserrel.   

## Elhelyezkedése

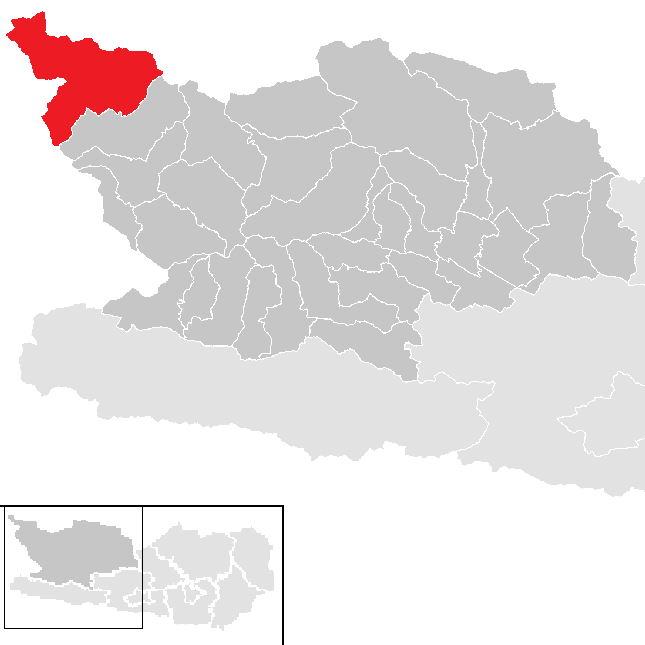
Heiligenblut a Spittali járásban

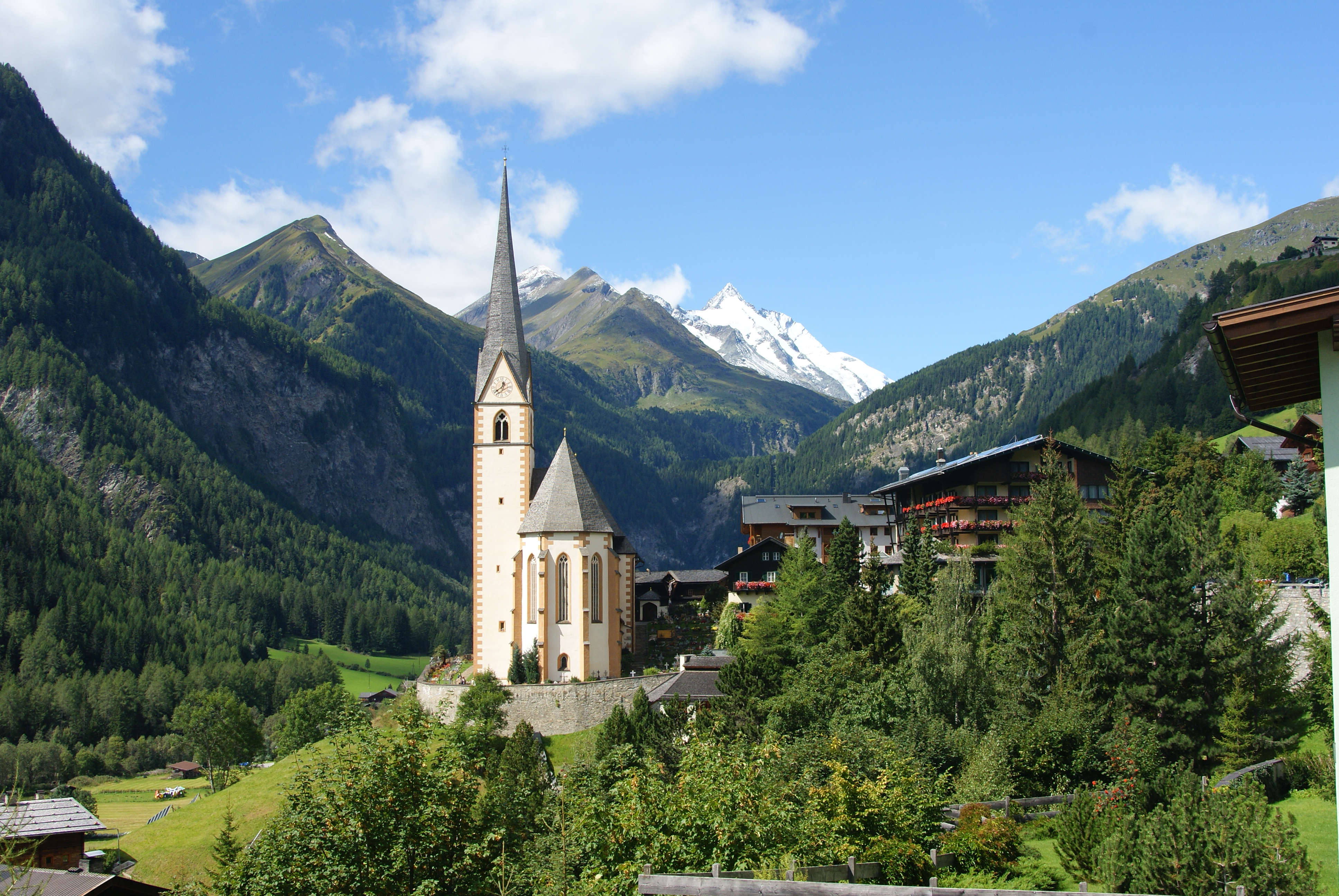
A Szt. Vince-templom

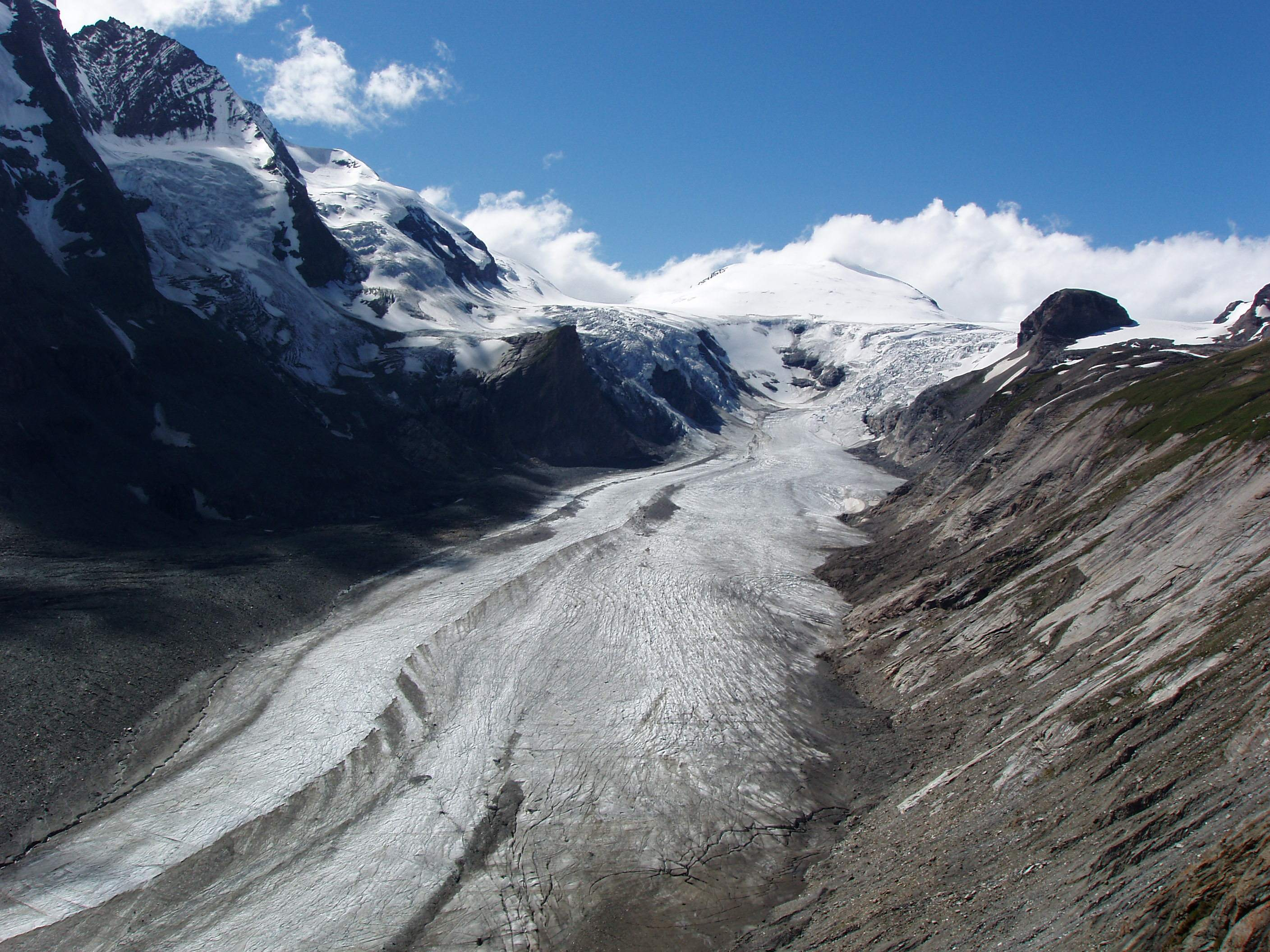
A Pasterze-gleccser és a Großglockner

Heiligenblut Karintia északnyugati csücskében fekszik, a Magas-Tauern hegységben, a Großglockner lábánál, a Möll folyó völgyének felső szakaszán. Területének nagy része a Magas-Tauern Nemzeti Parkhoz tartozik. Az önkormányzat 12 falut és településrészt fog össze: Aichhorn (39 lakos), Apriach (123), Fleiß (37), Hadergasse (62), Hof (158), Pockhorn (117), Rojach (145), Schachnern (81), Untertauern (74), Winkl (180), Wolkersdorf (26), Zlapp.
A környező települések: délre Großkirchheim, délnyugatra Nußdorf-Debant, nyugatra Kals am Großglockner (utóbbi kettő Tirolban), északnyugatra Uttendorf és Kaprun, északra Fusch an der Großglocknerstraße és Rauris (utóbbi négy Salzburg tartományban).

## Története
Heiligenblut neve ("Szent vér") egy legendából származik. Eszerint egy Briccius nevű dán herceg Konstantinápolyból tartott hazafelé és Krisztus vérének egy kis üvegcséjét vitte magával. Az Alpokon való átkelés közben elsodorta egy lavina és utolsó erejével a lábikrájában nyílt sebbe rejtette az ereklyét a rablók elől. Az őt betakaró hóból három búzaszál nőtt ki (a község címerében is ezek láthatóak), így találtak rá a helyi parasztok. Amikor el akarták temetni, a lába állandóan kibukkant a felszínre, míg végül észrevették az üvegcsét, amelyet aztán egy helyi kápolnában helyeztek el. Brictiust megpróbálták szentté avattatni, amit az egyház a bizonyítékok hiánya miatt elutasított. 
A helyi lakosság növénytermesztésből, állattenyésztésből és a 20. századig aranybányászatból élt. A turizmus a 19. század végén indult meg és a 30-as években már télen-nyáron egyaránt közkedvelt célponttá vált. Sokat segített ebben az 1935-ben megnyitott Großglockner magashegyi autóút, amelynek egyik végpontja Heiligenblutban található.    

## Lakosság
A heliligenbluti önkormányzat területén 2016 januárjában 1022 fő élt, ami jelentős visszaesést jelent a 2001-es 1185 lakoshoz képest. Akkor a helybeliek 97,7%-a volt osztrák, 1,1% pedig német állampolgár. 95,5%-uk katolikusnak, 1,8% evangélikusnak, 0,7% felekezeten kívülinek vallotta magát.

## Látnivalók
- A 15. század végéről származó Szt. Vince-templom. A helyén már 1271-ben említenek egy kápolnát, amelynek átépítését 1273-ban kezdték el. 1901-ben restaurálták. Főoltára 1520-ból való. Az altemplomban található Briccius sírja.
- a Winkl melletti, 1629 m magasan, hegyoldalban fekvő Briccius-kápolna 1872-ben épült.
- az apriachi vízimalmok
- Farbenstein várának romjai
- Pockhorn temploma

## Fordítás
- Ez a szócikk részben vagy egészben  a   Heiligenblut am Großglockner című német Wikipédia-szócikk ezen változatának fordításán alapul.  Az eredeti cikk szerkesztőit annak laptörténete sorolja fel. Ez a jelzés csupán a megfogalmazás eredetét és a szerzői jogokat jelzi, nem szolgál a cikkben szereplő információk forrásmegjelöléseként.